# Lisa D.
Lisa D., bürgerlich Elisabeth Prantner (geboren April 1956 in Klagenfurt, Kärnten) ist eine österreichische Modedesignerin, Mode-Performance-Künstlerin und Modeaktivistin für Nachhaltigkeit.

## Leben und Wirken
Elisabeth Prantner wuchs in Kärnten auf und übersiedelte Ende der 1970er-Jahre nach Graz in die Steiermark. Sie studierte an der Universität Graz Mathematik, Kunst und Theater und arbeitete als Lehrerin. Weil sie bei den Theateraufführungen auf die selbst kreierten Kostüme angesprochen wurde, entschloss sie sich 1984, als Designerin zu arbeiten.
Nach einem einjährigen Aufenthalt in den USA, kehrte sie nach Österreich zurück und pendelte zwischen der Steiermark und Berlin, ehe sie 1989 endgültig nach Berlin zog.
Anfang der 1990er-Jahre war Prantner eine der ersten Künstlerinnen, die sich mit Atelier und unter dem Label Lisa D. in den Hackeschen Höfen ansiedelten und das Areal der Höfe in Berlin-Mitte neu belebten. Bis 2015 war hier ihr Hauptstandort.
Danach wechselte sie in den Bezirk Berlin-Schöneberg, wo sie ihr bereits 2011 entstandenes Veränderungsatelier Bis es mir vom Leibe fällt betreibt. Dahinter steht die künstlerische Idee und Philosophie, ein vorhandenes Lieblingskleidungsstück künstlerisch zu reparieren und zu erhalten, es zu verändern, aufzuwerten und umzugestalten. Prantner war damit innerhalb der Modebranche eine der Vorreiterinnen, die gegen Wegwerfmentalität eintrat. Lisa D. nennt das „hochschneidern, vereinzigartigen, personalisieren“ und bezweckt, dies „mit designerischem und ästhetischem Witz“ zu verbinden.
Seit 1984 kreiert Prantner Modeshows, Performances und Ausstellungen, in denen sie Geschichten mit der Sprache der Mode erzählt. Einige ihrer frühen Inszenierungen entstanden in Kooperation mit der Hutdesignerin Fiona Bennett. Lisa D. setzt sich mithilfe von Mode und Kostümen mit gesellschaftlichen Themen auseinander. Dazu zählen kritisches Hinterfragen von Krieg, Auf- und Abrüstung (1995), indem sie ausgediente Militäruniformen der russischen Armee modisch-künstlerisch umsetzt oder in Performances wie Global Concern (2004/2005) und Boat People (2007), in denen sie ökonomische Prozesse in der globalisierten Welt thematisiert.
Im Juni 2019 veröffentlichte sie ein Buch, in dem sie einen Rückblick auf 30 Jahre als Modedesignerin und Mode-Performance-Künstlerin gibt.

## Auszeichnungen
Für ihr nachhaltiges Modeprojekt und Veränderungsatelier Bis es mir vom Leibe fällt wurde sie 2012 mit dem Bundespreis Ecodesign des deutschen Bundesumweltministeriums und des Umweltbundesamtes ausgezeichnet. Im Jahr 2017 erhielt sie dafür den Green Buddy Award und 2018 wurde sie mit der Spitzen Nadel und dem Re-Use Preis der Stadt Berlin ausgezeichnet.

## Modeperformances (Auswahl)
- Von Herzen von hinten. Graz, 1985
- Servus Kaiser. Graz, 1990
- Mode in der Geisterbahn. Berlin 1990, Klagenfurt, Hamburg 1991, mit Fiona Bennett u. a.
- Der Garten Eden – Gans in Weiß. München und Berlin, 1992, mit Fiona Bennett
- Ein Mantel führt eine Dame spazieren. Kulturbrauerei Berlin 1995, Graz, München, 1996
- Grönland. Graz, Berlin 1996, mit Wolfgang Mitterer
- Ladies Only. Nach einem Stück von Elfriede Jelinek, Salzburg, Graz, 1998
- Bienen. München, 2000, Graz, Berlin, Bozen, 2001, Zürich 2002, mit Wolfgang Mitterer u. a.
- Dry Clean Show. Graz, 2003
- Global Concern. Trento, 2004, Berlin, 2005
- Boat People – Das Label ist schön. Wien, München, 2007

## Ausstellungen
2006: In der Sprache der Mode mit Swetlana Heger, Haus am Wannsee

## Publikationen
- Lisa D.: Klääsch. Maroverlag, Augsburg 2019, ISBN 978-3-87512-488-0.